# Alfred Lesseliers
Alfred François Marie Ghisleen Lesseliers (Beveren-Waas, 14 juni 1872 - aldaar, 16 maart 1949) was een Belgisch notaris en politicus voor het Katholiek Verbond van België.

## Levensloop
Lesseliers werd in 1916 aangesteld als dienstdoend burgemeester van Beveren-Waas. In deze hoedanigheid volgde hij toenmalig gemeentesecretaris Richard Pypers op, die na het vertrek naar Nederland van Camiel Van Raemdonck bij het uitbreken van de Eerste Wereldoorlog was aangesteld als waarnemend burgemeester.
Lesseliers werd in 1921 benoemd als burgemeester en zou aanblijven tot hij begin 1939 werd opgevolgd door zijn zoon Gerard.
In 1925 werd Lesseliers verkozen tot provincieraadslid van Oost-Vlaanderen voor het Kanton Temse.